# ویرجین ترینز
ویرجین ترینز (انگلیسی: Virgin Trains) شرکت ترابری ریلی بریتانیایی است، که در سال ۱۹۹۷ تأسیس شد.